# دهستان آختاچی غربی
دهستان آختاچی غربی نام دهستانی در بخش مرکزی شهرستان مهاباد، استان آذربایجان غربی در ایران است. براساس سرشماری مرکز آمار ایران در سال ۱۳۸۵، جمعیت آن ۷۸۹۹ نفر (۱۴۵۲ خانوار) بوده‌است.